# Puerto Cortés (gmina)
Puerto Cortés – gmina (municipio) w północnym Hondurasie, w departamencie Cortés. W 2010 roku zamieszkana była przez ok. 115,2 tys. mieszkańców. Siedzibą administracyjną jest miasto Puerto Cortés.

## Położenie
Gmina położona jest w północnej części departamentu. Od północy obszar ogranicza Zatoka Honduraska, dodatkowo sąsiaduje z 4 gminami:
- El Progreso i Tela od wschodu,
- Choloma od południa i południowego zachodu,
- Omoa od zachodu.

## Miejscowości
Według Narodowego Instytutu Statystycznego Hondurasu na terenie gminy położone były następujące miasteczka i wsie:

- Puerto Cortés
- Agua Caliente
- Bajamar
- Baracoa
- Barra de Chamelecón
- Bulichampa
- Calán
- Cedros
- Colonia Gracias a Dios
- Concordia
- Chameleconcito
- El Bálsamo
- El Bún
- El Chile
- El Níspero
- El Seis
- Guanacastales
- Kele Kele
- La Campana
- La Caoba
- La Caoba
- La Junta
- La Pita
- La Sabana
- Las Delicias
- Manacalito
- Medina Abajo
- Nisperales
- Nola
- Paleto
- Puente Alto
- Puente Baracoa
- Río Arriba
- Robles
- Santa Inés
- Saraguayna
- Sauce
- Ticamaya
- Travesia

Dodatkowo na obszarze gminy położonych było 114 przysiółków.

## Demografia
Według danych honduraskiego Narodowego Instytutu Statystycznego na rok 2010 struktura wiekowa i płciowa ludności w gminie przedstawiała się następująco:
| Wiek          | 0–3    | 4–6   | 7–12   | 13–17  | 18–24  | 25–64  | 65+   | razem   |
| Puerto Cortés | 10 965 | 8 663 | 17 681 | 12 062 | 12 070 | 48 606 | 5 139 | 115 186 |
| Mężczyźni     | 5 638  | 4 514 | 9 010  | 6 373  | 6 240  | 22 827 | 2 458 | 57 061  |
| Kobiety       | 5 327  | 4 149 | 8 670  | 5 689  | 5 830  | 25 779 | 2 681 | 58 125  |